# Libet-Experiment
Im Libet-Experiment wurde gezeigt, dass das motorische Zentrum des Gehirns mit der Vorbereitung einer Bewegung bereits begonnen hat, bevor man sich dessen bewusst wird, dass man sich für die sofortige Ausführung dieser Bewegung entschieden hat. Der zeitliche Abstand beträgt etwa 0,35 s, die wirkliche Bewegung erfolgt dann noch etwa 0,2 s später. Der Physiologe Benjamin Libet führte die Versuchsreihen 1979 durch. Ihre Bedeutung für die Philosophie des Geistes war Gegenstand lebhafter Diskussionen. Noch heute wird das Experiment häufig in der Debatte über das Konzept der menschlichen Willensfreiheit angeführt.

## Versuchsaufbau und -durchführung
Ausgangspunkt waren Experimente von William Grey Walter und Hans Helmut Kornhuber & Lüder Deecke, in denen sich gezeigt hatte, dass bei einer einfachen Handbewegung zwischen einer bestimmten einleitenden Nervenaktivität im motorischen Kortex des Gehirns und der tatsächlichen Ausführung der Bewegung etwa eine Sekunde verstreicht. Dagegen war es Libets Alltagserfahrung, dass die Zeitspanne zwischen bewusster Empfindung der Absicht und wirklicher Ausführung der Handlung sehr viel kürzer war.

Libets Experiment: (0) Ruhe, bis (1) das Bereitschaftspotential gemessen wird, (2) der Proband sich seiner Entscheidung bewusst wird, sich die Position des roten Punktes merkt und (3) handelt.

Ziel seines Versuchs war es daher, außer den Zeitpunkten des Beginns der Hirnaktivität und des Beginns der Muskelaktivität auch den Zeitpunkt festzustellen, wann der Proband bewusst die Entscheidung trifft, jetzt zu handeln. Die Handlung sollte dabei in einer zu einem willkürlichen Zeitpunkt ausgeführten Handbewegung bestehen. Die Muskelaktivität wurde durch ein Elektromyogramm (EMG) gemessen, die Hirnaktivität mittels des Bereitschaftspotentials im motorischen Kortex durch ein EEG.
Für die genaue Feststellung des Zeitpunkts des Erscheinens des bewussten Willens zur Handlung musste Libet eine neue Methode entwickeln. Denn wenn der Proband dazu ein Zeichen geben müsste, hätte das bedeutet, dass er eine weitere Handlung ausführt, deren Zeitpunkt durch die unvermeidliche und relativ variable Reaktionszeit zwangsläufig zu ungenau gewesen wäre. Stattdessen ließ Libet seine Versuchspersonen auf eine schnell laufende Uhr blicken, die durch einen kreisenden Lichtpunkt auf einem Oszilloskop realisiert wurde. Ein Umlauf benötigt 2,56 Sekunden, so dass bei einer Ablesegenauigkeit von 6° (entsprechend 1 Sekunde bei einem normalen Sekundenzeiger) etwa 40 ms Genauigkeit erreicht werden. Die Probanden sollten sich die Stellung der Uhr zu dem Zeitpunkt merken, an dem sie den bewussten „Drang“ („urge“) verspürten, die Hand zu bewegen, und die gemerkte Stellung danach mitteilen.
Um die Exaktheit dieses Verfahrens zu überprüfen, wurde in einem Vorexperiment eine Hautpartie der Probanden elektrisch gereizt. Danach sollten sie mittels der Oszilloskop-Uhr den Zeitpunkt der Stimulierung angeben. Hierbei ergab sich mit einer mittleren Abweichung von ~50 ms gegenüber dem realen Zeitpunkt des Reizes eine hinreichende Genauigkeit des Messverfahrens.
Vor dem eigentlichen Versuch wurden die Probanden gebeten, einen völlig beliebigen Zeitpunkt zu wählen, um die rechte Hand zu bewegen („at any time they felt the urge or wish to do so“), sowie sich den Stand der Uhr zu jenem Zeitpunkt zu merken. Dies wurde mit jedem Probanden 40 mal wiederholt. In einer Versuchsreihe sollten sie einer auftretenden Handlungsabsicht möglichst schnell nachkommen, in einer zweiten sollten sie zwischen Handlungsentscheidung und willentlicher (anzugebender) Ausführung bis zu eine Sekunde verstreichen lassen, die Bewegung also gewissermaßen vorausplanen.

## Ergebnis
Bei der Auswertung der Messergebnisse wurde der Nullpunkt der Zeitskala stets auf den Beginn der Muskelaktivierung gelegt, der anhand des EMG zweifelsfrei festzustellen war. Relativ zu diesem Bezugspunkt wurden die Zeitabstände von jeweils 40 EEG-Aufzeichnungen eines Probanden gemittelt. Eine solche Durchschnittsbildung ist üblicherweise nötig, um derartige Daten zuverlässig auswerten zu können.
Relativ zu dem definierten Nullpunkt des Beginns der Muskelaktivität, also der wirklichen Bewegung, waren die gemessenen Zeiten im Mittel wie folgt:
- Wenn der Proband die Bewegung vorausgeplant hatte, setzte das Bereitschaftspotential 1050 ms vorher im Gehirn ein;
- Wenn die Handlung spontan ausgeführt werden sollte, setzte das Bereitschaftspotential 550 ms vorher im Gehirn ein;
- Der Zeitpunkt des Bewusstwerdens der willentlichen Entscheidung zum Handeln lag danach, in beiden Fällen bei 200 ms vor dem Beginn der Muskelaktivität.

Das Bemerkenswerte an diesem Ergebnis war, dass der Zeitpunkt, zu dem die willentliche Entscheidung bewusst wurde, in jedem Fall deutlich nach dem Zeitpunkt lag, an dem im motorischen Kortex eine, für die Bewegung charakteristische, einleitende Nervenaktivität bereits begonnen hatte. Da das Vorexperiment sichergestellt hatte, dass die Ungenauigkeiten der Zeitangaben der Versuchspersonen erheblich kleiner waren als die maßgebliche Zeitverzögerung der empfundenen Willensentscheidung, so folgte daraus, dass letztere die Aktivierung des Motorkortex nicht kausal hatte verursachen können.

## Versuch von Haggard und Eimer
Libets Ergebnisse sorgten für eine kontroverse Diskussion zum Thema Willensfreiheit. Es wurde unter anderem bemängelt, dass die Versuchspersonen keine Möglichkeit hatten, eine echte Entscheidung zu treffen, sondern lediglich den Zeitpunkt einer bereits vor dem Starten der Uhr beschlossenen Bewegung festzulegen.
Der Neurophysiologe Patrick Haggard und der Psychologe Martin Eimer wiederholten daher 1999 den Versuch in abgewandelter Form. Sie führten eine Handlungsalternative ein. Der Proband sollte erst während des Versuchs entscheiden, ob er den rechten oder den linken Zeigefinger bewegen wollte. Gemessen wurde das für die gewählte Bewegung spezifische Bereitschaftspotential in der linken bzw. rechten Gehirnhälfte. Auch bei diesem Versuch lag die Aktivierung des Motorkortex im Mittel vor dem berichteten Zeitpunkt der bewussten Handlungsentscheidung.
Dennoch wurden weiterhin methodische Einwände vorgebracht: Der mittlere Zeitpunkt der berichteten Handlungsentscheidung in Libets Versuchen und verschiedenen Nachfolge-Experimenten variierte stark; auch innerhalb der jeweiligen Versuche waren die Unterschiede zwischen den Probanden beträchtlich. So lag die berichtete Willensentscheidung bei Haggard und Eimer bei zwei von acht Personen vor dem lateralisierten Bereitschaftspotential.
Erklärt wurden diese Abweichungen einerseits dadurch, dass eine Willensentscheidung kein ausreichend exakt beschreib- und datierbares Ereignis sei, um von den Probanden einheitlich berichtet zu werden. Andererseits sei bekannt, dass die Datierung von Eindrücken unterschiedlicher Sinnesmodalitäten von der Aufmerksamkeit abhängig ist: Reize, auf die die Aufmerksamkeit konzentriert ist, werden relativ zu anderen Reizen vordatiert. Derartige Effekte könnten auch die Zuverlässigkeit der Ablesungen der Uhr durch die Probanden beeinträchtigt haben.

## Interpretation Libets
Libet selbst folgerte zunächst aus seinen Resultaten, dass der Entschluss zu handeln von unbewussten Gehirnprozessen gefällt werde, bevor er als Absicht ins Bewusstsein dringe; die bewusste Entscheidung sei somit nicht ursächlich für die Handlung. Dadurch sah er die Willensfreiheit und Verantwortlichkeit des Menschen in Frage gestellt.
Kurz darauf ging Libet zu der These über, dass es ein Zeitfenster von zirka 100 ms gebe, innerhalb dessen der bewusste Wille eine bereits eingeleitete Handlung noch verhindern könne (Veto- oder Kontroll-Funktion des Willens). In diesem Sinne könne das Bewusstsein „willensbestimmte Ergebnisse selektieren und unter seine Kontrolle bringen“. Er untermauerte diese Position mit weiteren Experimenten, die zeigten, dass ein Bereitschaftspotential nicht zwingend zu einer Handlung führt, sondern bis zirka 50 ms vor der Muskelaktivierung noch abgebrochen werden kann. Die angeführten 100 ms errechnete er aus den 200 ms von der bewussten Entscheidung bis zur Muskelaktivierung, abzüglich der 50 ms, innerhalb derer die Bewegung nicht mehr aufzuhalten ist, sowie korrigiert um die 50 ms, die sich im Vorexperiment als systematischer Ablesefehler der Uhr ergeben hatten.
Libet mutmaßte weiter, dass das Veto selbst nicht unbewusst eingeleitet werde, sondern unmittelbar auf bewusster Ebene stattfinde. Diese Vermutung stützte er jedoch nicht auf experimentelle Befunde. Zur Begründung verwies er stattdessen darauf, dass ihn alternative Annahmen zu unbefriedigenden Schlussfolgerungen hinsichtlich der Willensfreiheit führen würden. Unter Verweis auf die verbietende Formulierung vieler sozialer Regeln („Du sollst nicht ...“) sah er aufgrund seiner Mutmaßung die moralische Verantwortlichkeit des Menschen wiederhergestellt.
Experimente zur Bewusstheit willentlicher Entscheidungen von Kühn und Brass aus dem Jahr 2009
deuten darauf hin, dass auch Veto-Entscheidungen unbewusst getroffen werden und erst nachträglich als freie Entscheidungen empfunden werden. Libets ursprüngliche und weitestgehende Interpretation seiner Ergebnisse wäre somit nach Jahrzehnten nachträglich bestätigt worden.

## Versuch von John-Dylan Haynes
Im Jahre 2015 wurden die Experimente von einem Team um den Hirnforscher John-Dylan Haynes am Bernstein Center for Computational Neuroscience der Charité in Berlin weiter überprüft. Die Ergebnisse deuten darauf hin, dass die Probanden auch nach Beginn des Bereitschaftspotentiales zu einer Bewegung noch ein Veto gegen den Beginn der Bewegung einlegen können. Das Abbrechen des Beginns einer Bewegung erwies sich als möglich, wenn Stoppsignale früher als 200 ms vor Beginn der Bewegung auftraten. Die Zeitspanne von 200 ms gilt somit als ein Point of no Return, ab dem zwar der Beginn der Bewegung nicht mehr abgebrochen werden kann. Aber auch nach Beginn der Bewegung ist es möglich, die Bewegung selbst, während sie sich abspielt, abzubrechen oder abzuändern.
Haynes zufolge ist die Freiheit menschlicher Willensentscheidungen wesentlich weniger eingeschränkt als angenommen. Die Libet-Experimente seien veraltet. Es gebe keinen Beweis dafür, dass der Mensch seine Entscheidungen durch das Gehirn diktiert bekommt.

## Kritik
Aus der Sicht des Philosophen Peter Rohs widerlegt das Libet-Experiment die Annahme von Freiheit nicht. Was der Mensch aus Selbsterfahrung als freie Entscheidungen kenne, sei nicht mit dem Libet-Experiment beschrieben. Rohs weist vor dem Hintergrund der Ergebnisse von John-Dylan Haynes von 2015 aber auch darauf hin, dass eine Widerlegung der Annahme von Freiheit durch die Hirnforschung nicht grundsätzlich undenkbar sei, auch wenn Prognosen über Bruchteile von Sekunden hinweg wie im Libet-Experiment wegen der Zeitlichkeit mentaler Prozesse als nicht relevant anzusehen seien. Prognosen müssten langfristiger sein, sollten sie Freiheit widerlegen können.
Moritz Nicolai Braun, Janet Wessler und Malte Friese vom Fachbereich Psychologie an der Universität des Saarlandes haben 2021 in einer Meta-Studie zum Libet-Experiment überprüft, wie belastbar die Indizien und wie breit die Datenlage des Experiments überhaupt sei. Ein Ergebnis ihrer Untersuchung zeige, dass die Evidenz der Experimente „erstaunlich dünn“ sei. So hätten nur fünf Probanden an der Originalstudie teilgenommen. Andere Studien wiesen tendenziell in eine ähnliche Richtung; allerdings fanden die Psychologen nur sechs weitere Studien mit 53 Probanden. Studien in den letzten Jahren hätten gezeigt, so Moritz Braun, dass es Handlungen gebe, denen kein Bereitschaftspotenzial vorausgehe. Andererseits gebe es Befunde, wonach einem gemessenen Bereitschaftspotenzial keine Handlung folge. Es lasse sich keine Genau-dann-wenn-Beziehung belegen.